# Fonte di Anna Perenna
La fonte di Anna Perenna è una fontana votiva risalente al IV secolo a.C. dedicata al culto dell'omonima divinità romana, rinvenuta nel 1999 a Roma e utilizzata fino al VI secolo d.C..
La scoperta ha permesso di localizzare con certezza l'originaria ubicazione del bosco sacro di Anna Perenna, già citato da Ovidio nei Fasti, e di testimoniare lo svolgimento di una quantità eccezionale di pratiche magiche protrattesi nel corso di molti secoli, grazie agli oggetti ritrovati presso il sito.

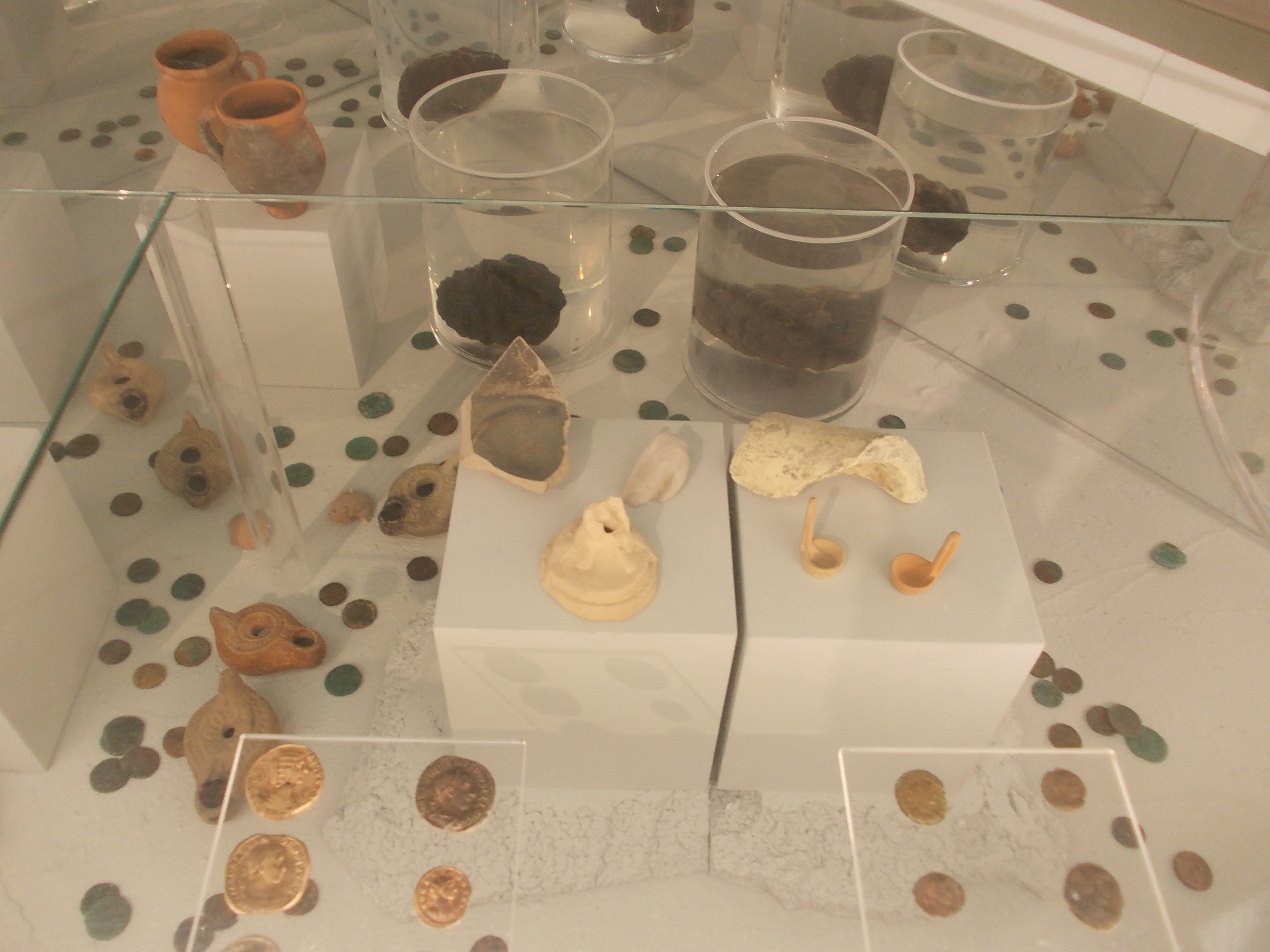
Oggetti rinvenuti presso la fonte di Anna Perenna esposti presso il Museo nazionale romano delle Terme di Diocleziano

I reperti rinvenuti nella cisterna attigua alla fonte sono esposti nel Museo nazionale romano delle Terme di Diocleziano in un allestimento che tenta di ricostruire il luogo delle attività magiche.

## Descrizione
La fontana, di forma rettangolare e costruita in blocchi di tufo e mattoni, è stata ritrovata a seguito di scavi eseguiti ad una profondità compresa tra i 6,2 m e i 10,3 m sotto il piano stradale. Un altare ne ornava il frontespizio e l'iscrizione in lingua latina rinvenuta su di esso ha permesso di attribuire l'opera al culto della Dea: «NYMPHIS SACRATIS ANNAE PERENNAE».
Sulla parte posteriore della fontana è presente una cisterna rettangolare in cui affluiva l'acqua sorgiva le cui originarie dimensioni non sono note, essendo stata danneggiata dai lavori di edificazione del parcheggio interrato. All'interno della cisterna sono stati rinvenuti numerosi oggetti, testimonianza dei rituali magici legati al culto della Dea.

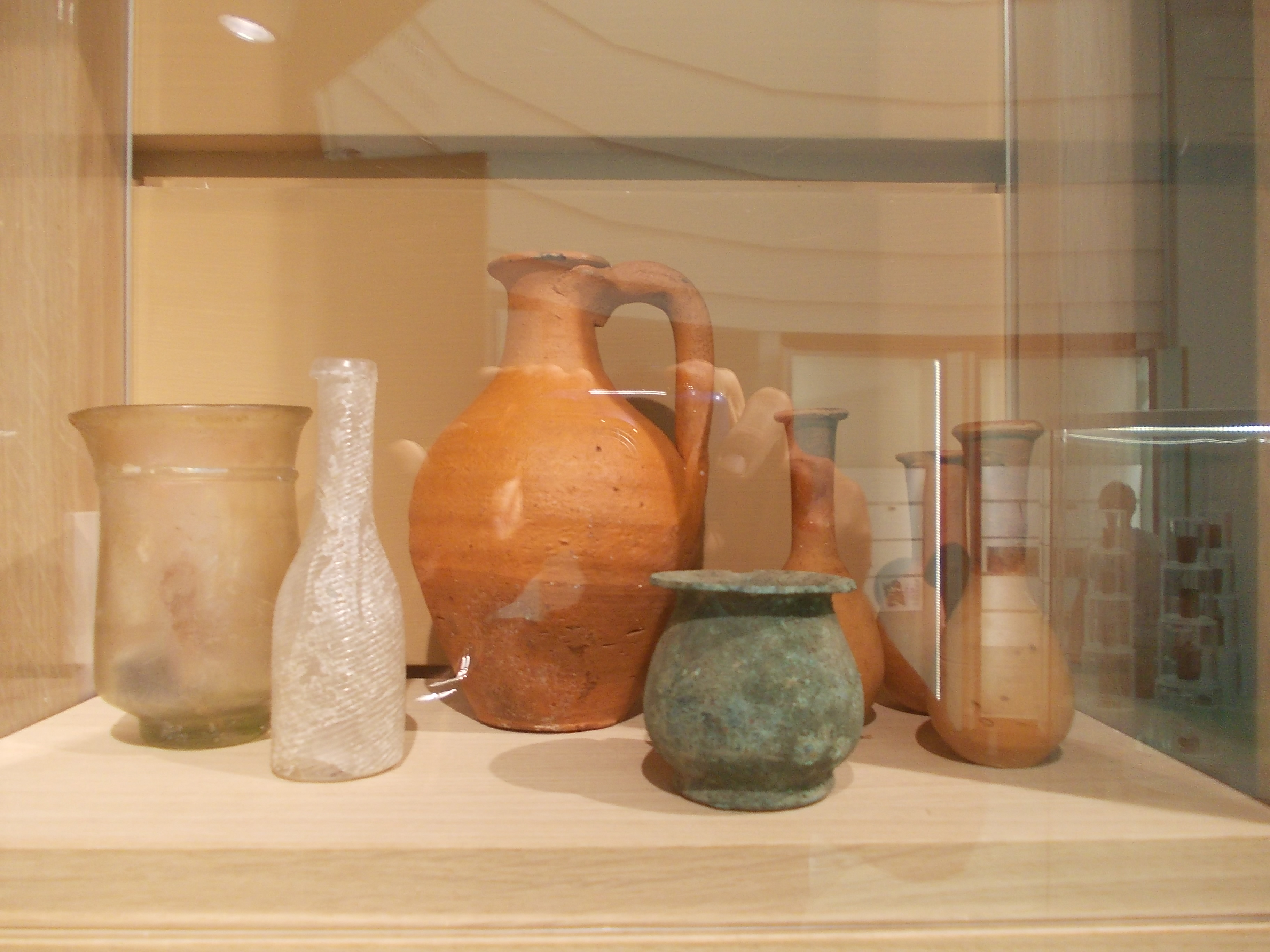
Contenitori legati a pratiche magiche rinvenuti presso la fonte di Anna Perenna

## Ritrovamenti
La fontana è stata scoperta nel 1999 durante i lavori per la costruzione di un parcheggio nel quartiere Parioli a Roma, all'angolo tra via Guidubaldo del Monte e piazza Euclide. All'interno della cisterna annessa alla fontana, sono stati trovati moltissimi oggetti di diversa natura, preservati nel tempo dallo strato di limo depositatosi sul fondo nel corso dei secoli. Gli oggetti rinvenuti sono numerosi e di varia natura: 549 monete, 74 lucerne, 9 recipienti di piombo alcuni contenenti delle statuette antropomorfe, 3 brocche di ceramica, un paiolo in rame (caccabus), tavolette con incise delle maledizioni (defixiones). Il ritrovamento di alcune pigne e di gusci d'uovo sono stati interpretati come pratiche augurali. Nonostante sia difficoltoso procedere a un'esatta datazione di tutti i reperti, essi testimoniano sia l'utilizzo religioso del sito ma in particolar modo dei riti magici che vi si svolgevano nel nome della divinità, soprattutto in età tardo antica, protrattisi fino all'abbandono della fontana, avvenuto intorno al VI secolo d.C..

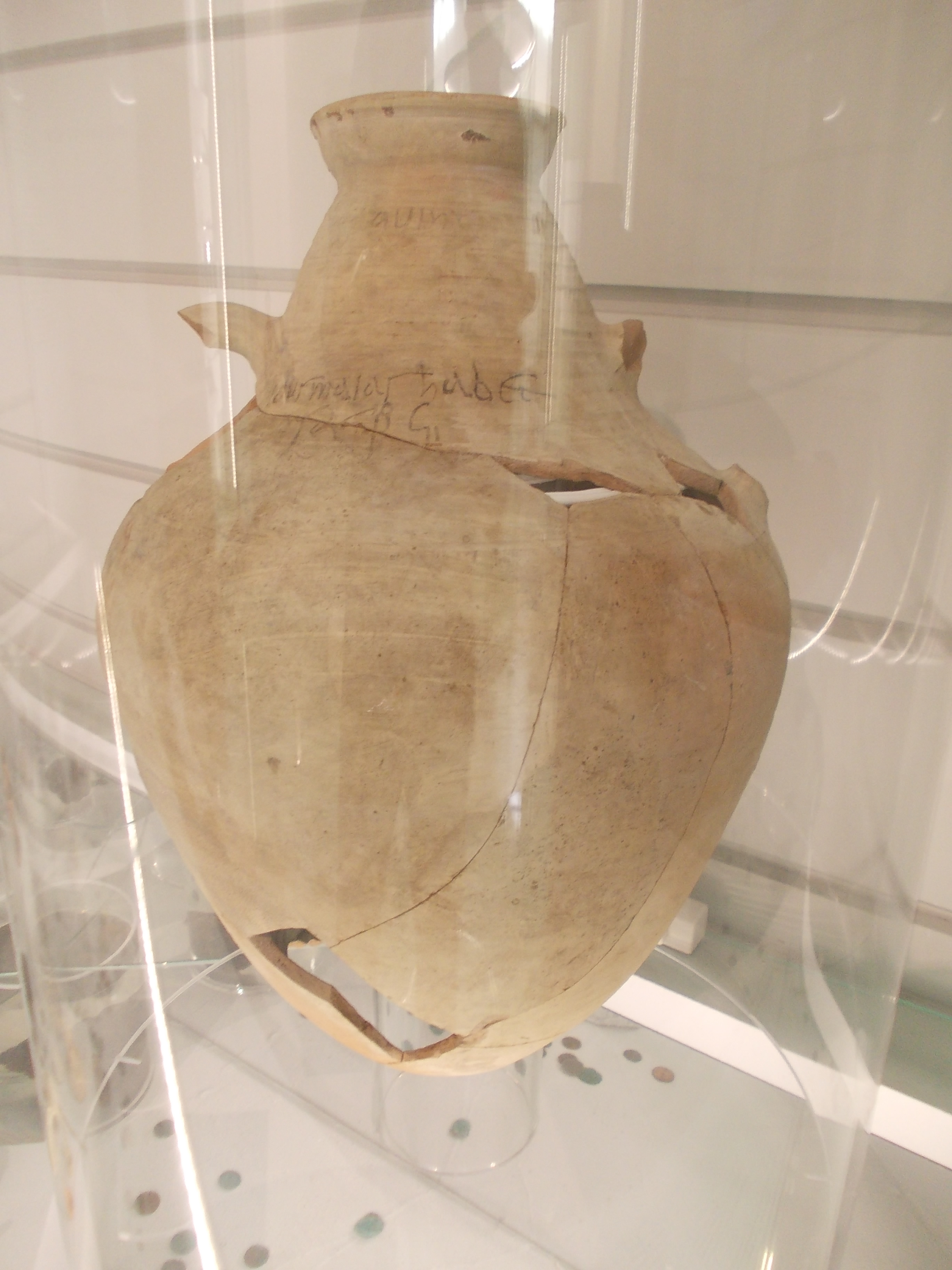
Anfora rinvenuta presso la fonte di Anna Perenna

Il ritrovamento del paiolo in rame suggerisce che presso il sito si preparassero pozioni magiche, e di particolare interesse è il rinvenimento di tavolette in piombo recanti incise delle maledizioni contro nemici e amanti, alcune delle quali trovate anche all’interno delle lucerne. Altro ritrovamento particolare è rappresentato da alcune statuette antropomorfe impastate con cera e farina custodite all’interno di contenitori in piombo inseriti uno dentro l’altro.  Analisi effettuate nel 2000 dal servizio di polizia scientifica hanno evidenziato sul sigillo del più interno dei tre cilindri delle impronte digitali.

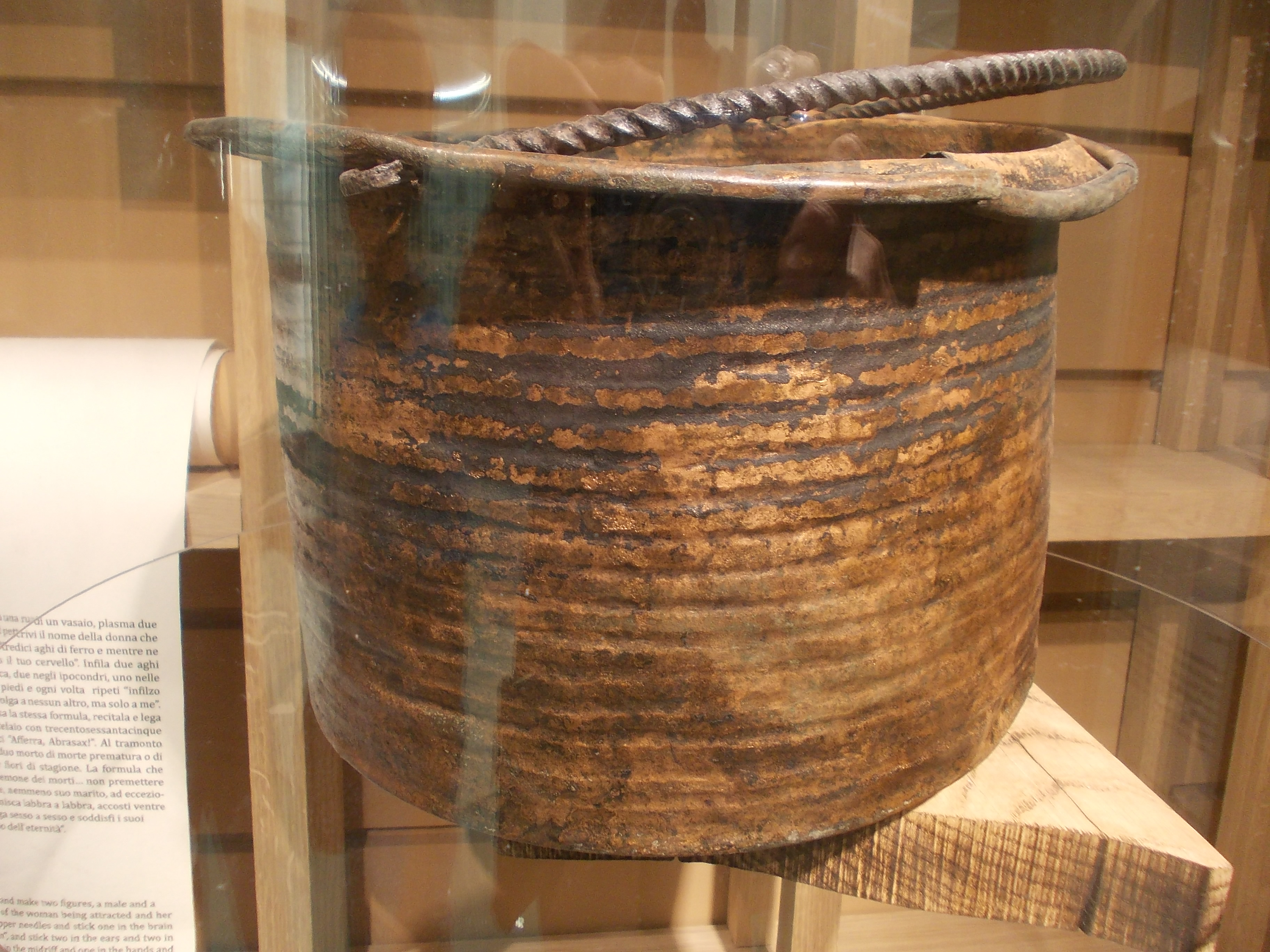
Paiolo in rame utilizzato per riti magici (caccabus) rinvenuto presso la fonte di Anna Perenna

Il fatto che tra le numerose monete rinvenute non ve ne siano di precedenti all'epoca di Augusto, potrebbe essere giustificato da manutenzioni e pulizie periodiche della cisterna oppure da un restauro avvenuto in età imperiale.